# Submissions-Anzeiger
Der Submissions-Anzeiger ist eine Tageszeitung und Plattform für Ausschreibungen mit Sitz in Hamburg.
Der Submissions-Anzeiger erscheint als einzige Zeitung für Ausschreibungen deutschlandweit an fünf Tagen pro Woche (montags bis freitags) und wird ausschließlich postalisch über Abonnements vertrieben. Der Bezieherkreis besteht aus Hoch- und Tiefbauunternehmen, Garten- und Landschaftsbauern, Branchen der Zulieferindustrie, Architekten, Ingenieurbüros, Baugeräteherstellern und Behörden. Zusätzlich gibt es die Möglichkeit eines Online-Abonnements. Herausgeber ist die Submissions-Anzeiger Verlag GmbH.
Im Oktober 2023 veröffentlichte der Submissions-Anzeiger eine weitere Online-Plattform für öffentliche Ausschreibungen, die a24salescloud. Die a24salescloud bietet als Ausschreibungsplattform innovative, neue Funktionen und veröffentlicht alle öffentlichen Ausschreibungen aus ganz Deutschland und der EU.

## Geschichte

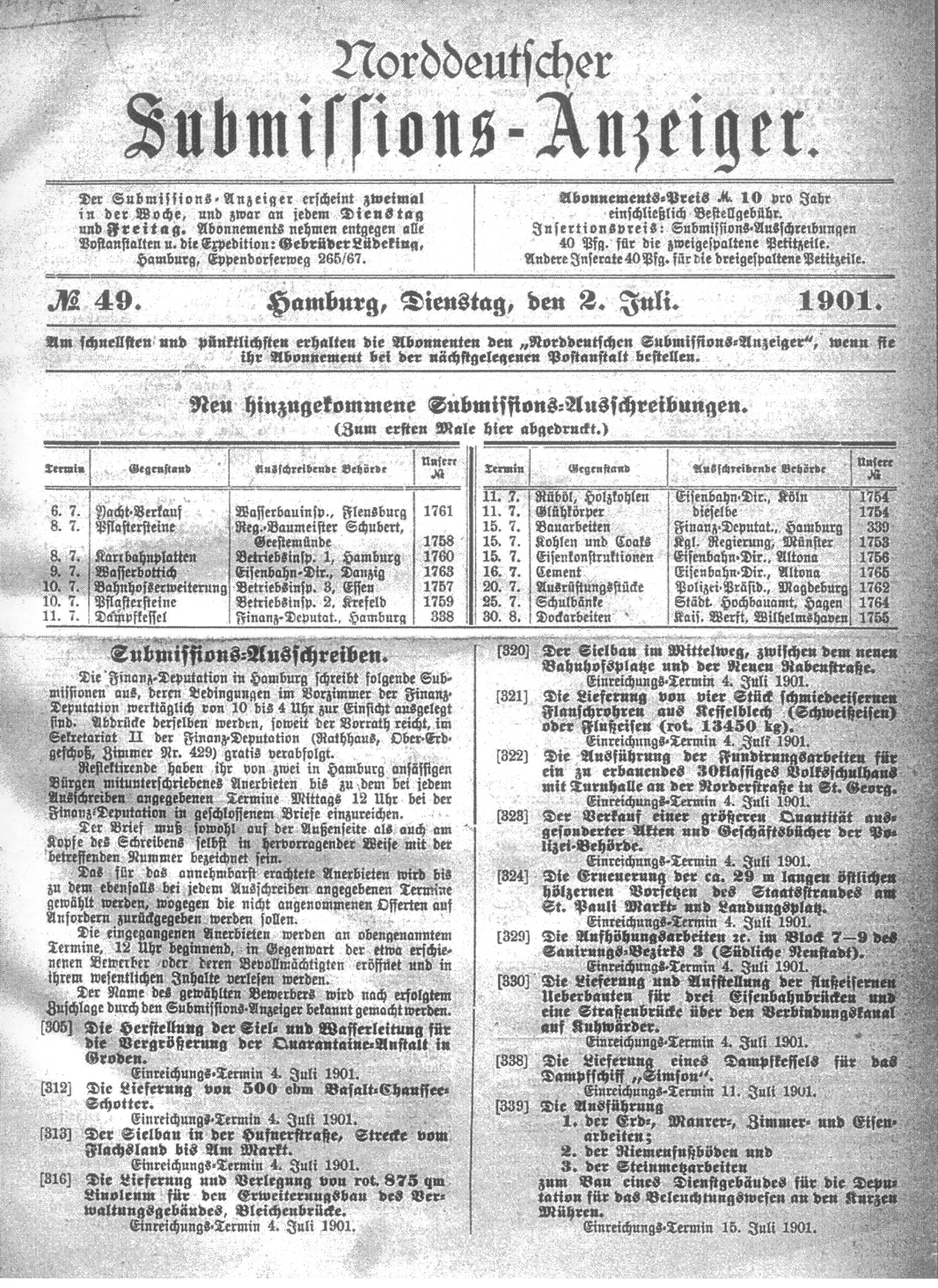
Norddeutscher Submissions-Anzeiger von 1901

### Ursprünge
Die erste Ausgabe des Submissions-Anzeigers erschien 1898, damals noch unter dem Titel Norddeutscher Submissions-Anzeiger. Die Erscheinungsweise war an zwei Tagen pro Woche, dienstags und freitags. Ab Oktober 1901 erschien der Submissions-Anzeiger auf Grund der Verlegung der Verkündigungstermine mittwochs und samstags. Bereits ein Jahr später wurde die Erscheinungsweise auf drei Tage pro Woche erweitert: dienstags, donnerstags und samstags. Im Jahr 1906 erschien der Submissions-Anzeiger sechsmal wöchentlich.
Auch das Verbreitungsgebiet wurde in den ersten Jahren ständig erweitert. Erstreckte es sich in den Anfangstagen hauptsächlich auf den Großraum Hamburg, so umfasste es 1902 bereits Schleswig-Holstein, Hannover, Mecklenburg, Oldenburg, Bremen, Lübeck, Pommern, Rheinland-Westfalen, Hessen, Sachsen, Braunschweig und Brandenburg.
Der Verleger wechselte in den Anfangsjahren häufig. Redaktionell bearbeitet und herausgegeben wurde der Submissions-Anzeiger jedoch seit seiner Gründung immer in Hamburg. In den Anfangstagen war Konrad Hanf einen Großteil der Zeit Verleger und übernahm zeitweise auch den Druck.
Die Zeitung hatte anfangs einen geringen Umfang. Bis 1901 bestand sie aus nur vier Seiten – 1903 war es im Durchschnitt schon die doppelte Menge. So erhöhte sich auch die Anzahl der neu veröffentlichten Ausschreibungen und Bekanntmachungen von 20 pro Ausgabe in 1901 auf 80 pro Ausgabe in 1903.
Ausschreibende Stelle war in den Anfangsjahren zu einem Großteil die Hamburger Finanz-Deputation. Aber auch die Königliche Regierung, die Königliche Eisenbahndirektion, das Verwaltungsressort der Kaiserlichen Werft, das Stadtbauamt, der Regierungsbaumeister und weitere kommunale und lokale Stellen veröffentlichten im Submissions-Anzeiger ihre Aufträge, um einen geeigneten Auftragnehmer zu finden.
Im Jahre 1944 musste der Submissions-Anzeiger die Berichterstattung einstellen.

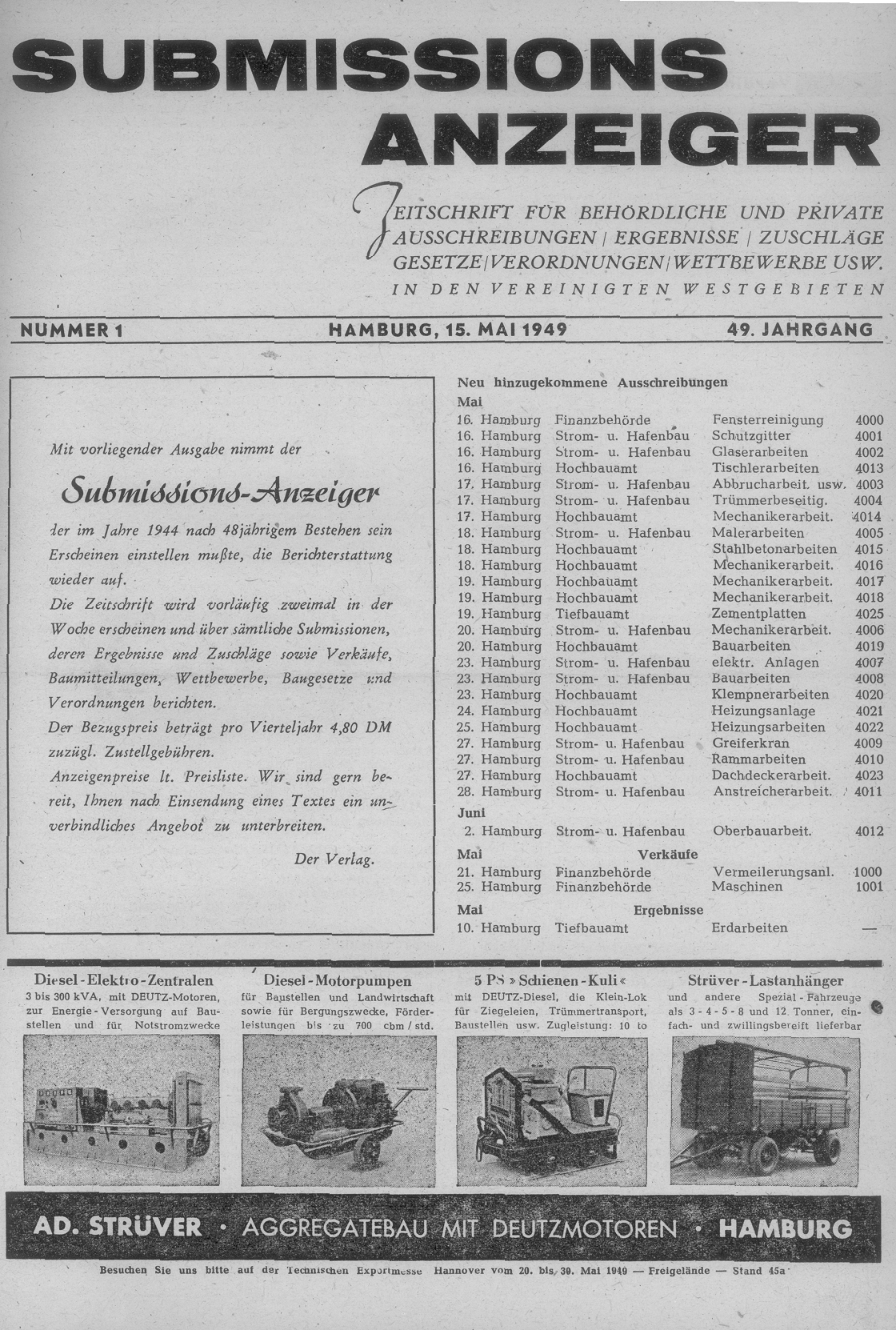
Die erste Nachkriegsausgabe des Submissions-Anzeigers 1949

### Ab 1949
Nach dem Zweiten Weltkrieg nahm der Submissions-Anzeiger am 15. Mai 1949 seine Arbeit wieder auf. Vorläufig erschien er an zwei Tagen pro Woche in den Vereinigten Westgebieten und berichtete über sämtliche Submissionen, deren Ergebnisse und Zuschläge sowie Verkäufe, Baumitteilungen, Wettbewerbe, Baugesetze und Verordnungen. Verleger war Hermann Hintze. Ausschreibende Stelle war zunächst nur die Stadt Hamburg.
Der Umfang des Submissions-Anzeigers schwankte bis in die 70er Jahre hinein zwischen acht und 24 Seiten. Mit Beginn der 1980er Jahre stieg die Seitenzahl des Submissions-Anzeigers kontinuierlich an, da durch das Umstellen auf das Offsetdruckverfahren deutlich mehr Seiten in weniger Zeit gedruckt werden konnten.
1996 gab es eine große Neuerung: den Submissions-Anzeiger per Mailbox auf DOS-Ebene. Kunden konnten die Ausschreibungen über ein Mailboxsystem abrufen. Ein sehr einfaches, aber praktisches System, um schnell an Ausschreibungen zu kommen. Schon damals konnten persönliche Suchprofile gespeichert und dadurch zielgenau recherchiert werden – wie es heute mit der Online-Plattform (siehe Kapitel 4) der Fall ist. Durch die Weiterentwicklung des Windows-Betriebssystems und die Möglichkeiten des Internets ergaben sich aber in dieser Zeit völlig neue Möglichkeiten, so dass dieses Mailboxsystem nicht lange aufrechterhalten werden konnte.

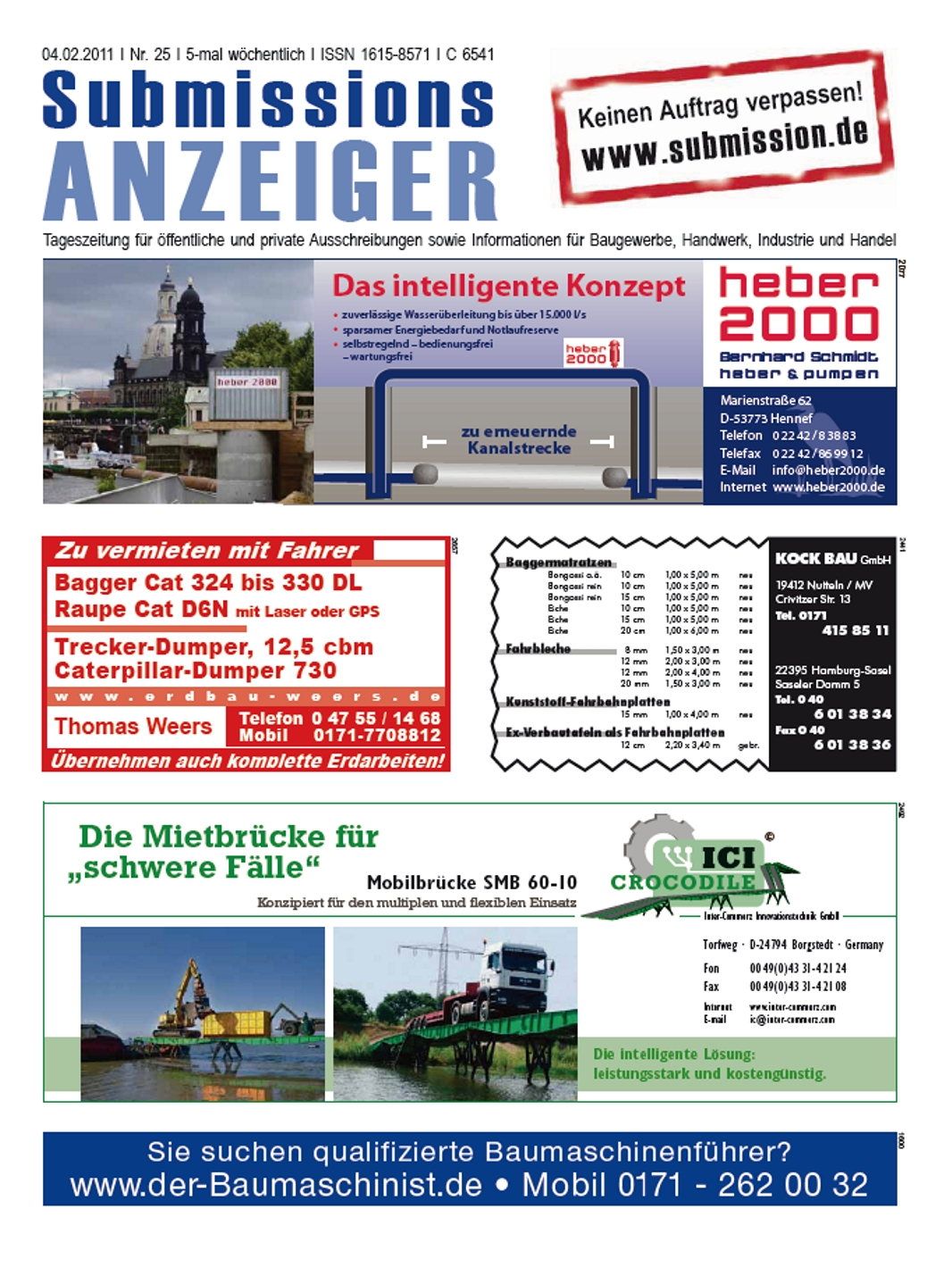
Der Submissions-Anzeiger

Logo a24salescloud

### Gegenwart
Das Printexemplar erscheint fünf Mal wöchentlich deutschlandweit und wird auch ins europäische Ausland postalisch zugestellt. Einen zusätzlichen Service bietet die Online-Plattform www.submission.de, auf der täglich die neuesten Ausschreibungen veröffentlicht werden. Der Verlag beschäftigt derzeit 25 Mitarbeiter (Stand 2025).
2011 fand ein Generationswechsel statt. Der Verlag zog von Hamburg-Eimsbüttel in das Miramarhaus in der Hamburger Altstadt. Zudem firmierte der Verlag um, aus Verlag und Druckerei Hintze GmbH wurde die Submissions-Anzeiger Verlag GmbH. Ausschreibende Stelle ist auch heute noch größtenteils die öffentliche Hand, deutschlandweit.
Im Oktober 2023 veröffentlichte der Submissions-Anzeiger die a24salescloud.de, eine Online-Plattform mit tagesaktuellen Ausschreibungen und interaktiven Funktionen, die den Prozess beginnend mit der Suche nach Ausschreibungen bis hin zur Teilnahme an öffentlichen Vergabeverfahren effizienter gestalten sollen.

## Inhalt
Der Submissions-Anzeiger erscheint im Halbnordischen Format (auch Tabloid oder Half-Broadsheet). Der Umfang einer Ausgabe beträgt 24 bis 64 Seiten. Täglich werden etwa 400 Ausschreibungen neu veröffentlicht.
Der Submissions-Anzeiger veröffentlicht, früher wie heute, Ausschreibungen und Bekanntmachungen für Bauaufträge, Dienst- und Lieferleistungen. Die Veröffentlichung sowie ein Belegexemplar sind für die ausschreibenden Stellen kostenlos.
Gewandelt hat sich mit der Zeit die Art der ausgeschriebenen Aufträge. In den Anfangstagen lag der Fokus auf dem Eisenbahnbau (Ausschreibungen von Schienenbau, Bau von Bahnhöfen etc.). Heute stammt ein Großteil der Ausschreibungen aus dem Bauhaupt- und Nebengewerbe, aber auch der Anteil von ausgeschriebenen Dienst- und Lieferleistungen wächst zunehmend.
Neben den Ausschreibungen und Bekanntmachungen hat sich außerdem ein redaktioneller Teil fest im Blatt etabliert. Ein solcher erschien erstmals 1902 unter dem Titel Kleine Mitteilungen. Heute nimmt der redaktionelle Teil zwei bis vier Seiten pro Ausgabe ein und thematisiert Neuigkeiten aus der Baubranche, beispielsweise neue Bauwerke, Baumaschinen oder Messen. Die Idee der Redaktion ist es, dem Leser des Submissions-Anzeigers einen Mehrwert über die Ausschreibungen hinaus zu bieten.

## Satz und Druck
Der Submissions-Anzeiger erschien zunächst in Fraktur. Ab dem 9. Juli 1902 ging der Verlag zur lateinischen Schrift über.

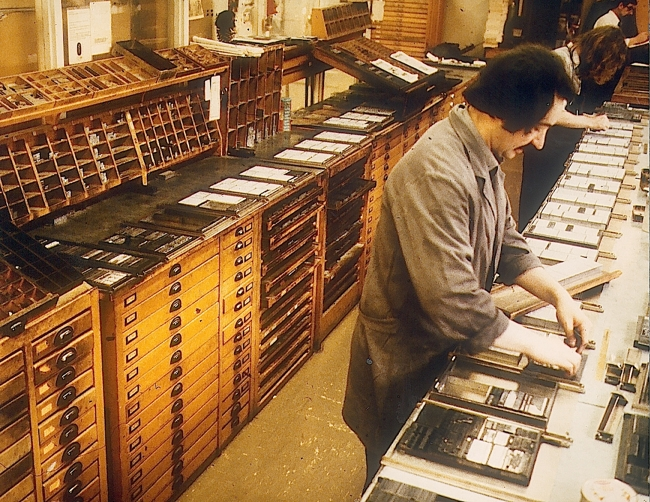
Handsatz beim Submissions-Anzeiger in den 1970er Jahren.

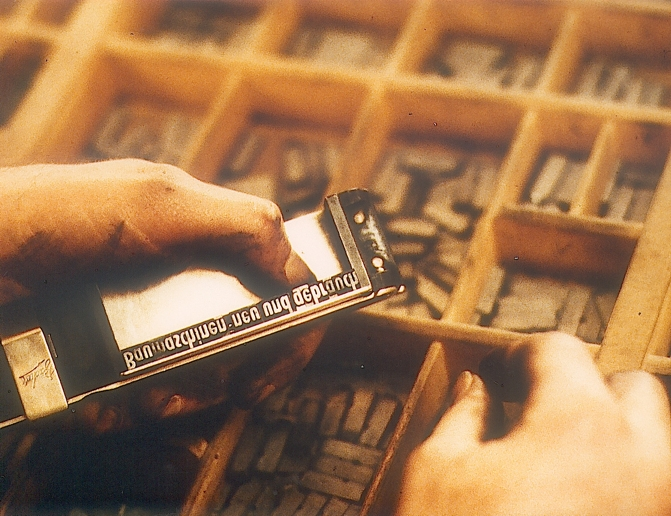
Handsatz beim Submissions-Anzeiger in den 1970er Jahren.

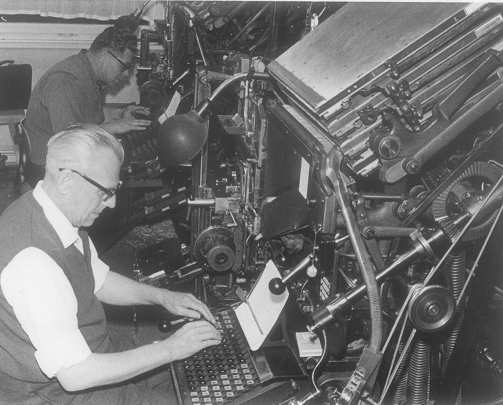
Maschinensatz beim Submissions-Anzeiger in den 1970er Jahren.

Bis 1984 erfolgte die Erstellung der Zeitung mit Hand- und Maschinensatz. Die Buchstaben für große Schriften bestanden aus Holz oder wurden noch aus speziellem Linoleum geschnitzt. Der Text der Ausschreibungen wurde mit Maschinensatz (Bleizeilen aus Einzelmatrizen) erstellt. Auf Grund dieser sehr aufwändigen Druckweise arbeiteten die Mitarbeiter des Verlages Hintze in drei Schichten. In der hauseigenen Druckerei wurden auch Fremdprodukte wie Plakate, Broschüren, Briefbögen und Bücher gedruckt. Der Submissions-Anzeiger war jedoch das Hauptprodukt.
Im Jahr 1984 machte der Fotosatz eine rasante Entwicklung durch, so dass sich auch für den Submissions-Anzeiger abzeichnete, dass der Buchdruck keine Zukunft mehr hat. Die Schriftenhersteller wie die Firma H. Berthold AG, welche den Submissions-Anzeiger über Jahre hinweg belieferte, stellten keine Schriften mehr her. Da die Schriften nur eine begrenzte Auflage durchhielten, musste auch der Submissions-Anzeiger auf das neue Offsetdruckverfahren umstellen. Dies geschah kontinuierlich in den Jahren 1984 und 1985. Die ersten Satzgeräte waren noch ohne Bildschirm. Der getippte Text erschien auf einer Laufzeile. Der Submissions-Anzeiger verwendete das Satzsystem Scangraphic. Die Filme, die aus dem Belichter kamen, wurden zuerst noch von Hand entwickelt. Durch dieses System konnte im Vergleich zum vorherigen Druckverfahren deutlich mehr Text erfasst werden, so dass die Seitenzahl des Submissions-Anzeigers kontinuierlich anstieg.
Im Jahr 1986 gab es die ersten Monitore im Hause des Submissions-Anzeigers: einfarbig mit grüner Schrift. Außerdem wurden eine Entwicklungsmaschine und eine Reprokamera für große Schriften und Bilder angeschafft. Ein neues Satzsystem (Tradition) wurde angeschafft, das auf Windows-Ebene (Win 3.11) arbeitete, weitgehend mit den Satzeinstellungen des alten Scangraphic-Systems.
1996 wurden mit PC und Windows (Win95) wesentlich mehr Texte verarbeitet. Der Schichtdienst im Hause des Submissions-Anzeigers wurde eingestellt, da sich der Druck immer mehr automatisiert hatte und somit weniger Aufwand für die Mitarbeiter erforderlich war.
Von 1949 bis 2008 wurde der Submissions-Anzeiger in den eigenen Räumen durch die Druckerei Hintze produziert. Aus wirtschaftlichen Gründen entschied man sich dann für eine Auslagerung, so dass heute noch Verlag und Redaktion im eigenen Haus sitzen. Die Abteilungen Druck und Buchbinderei wurden im Jahr 2008 geschlossen.

## Online-Plattform
Seit 1998 ist die integrierte Plattform des Submissions-Anzeigers online. Die Online-Plattform (submission.de), auch Ausschreibungs-Plattform genannt, kann als Alternative zur Tageszeitung des Submissions-Anzeigers genutzt werden. Dort sind dieselben deutschlandweiten Ausschreibungen abrufbar, die auch in der Printausgabe erscheinen – jedoch erscheinen sie hier tagesaktuell und bieten dem Kunden mehr Aktualität. Darüber hinaus werden europaweite Ausschreibungen in der Online-Plattform veröffentlicht.
Die Ausschreibungs-Plattform bietet neben den Recherchemöglichkeiten nach bestimmten Ausschreibungen auch persönliche Suchprofile, automatische E-Mail-Benachrichtigungen, Bieterlisten und einen direkten Link zu der ausschreibenden Stelle. Die verschiedenen elektronischen Vergabesysteme (einige Bundesländer haben gleich mehrere) können so von einer Plattform aus bedient werden.
Im Oktober 2023 veröffentlichte der Submissions-Anzeiger eine neue Online-Plattform für öffentliche Ausschreibungen, die a24salescloud. Die a24salescloud bietet alle tagesaktuelle Ausschreibungen aus Vergabestellen deutschland- und EU-weit. Rund um die Uhr werden alle neuesten Ausschreibungen erfasst und zeitnah auf der a24salescloud veröffentlicht. So stehen dem Kunden im Vergleich zum Submissions-Anzeiger ein Vielfaches an Ausschreibungen zur Verfügung – das so früh wie möglich. Mithilfe der a24salescloud-Profisuche können individuell angepasste Suchprofile gezielt nach passenden öffentlichen Aufträgen filtern. Mit weiteren integrierten Funktionen besteht die Möglichkeit, Ausschreibungen zu favorisieren, in Listen zu organisieren, oder miteinander zu vergleichen. Zusätzliche interaktive Tools beinhalten das Hinzufügen von Aufgaben und Notizen, Checklisten, und eigens erstellte Erinnerungen. Automatisierte E-Mail-Benachrichtigungen und direkte Links zu den verschiedenen Vergabeplattformen stehen weiterhin zur Verfügung. Darüber hinaus finden sich in der a24salescloud ein umfassendes Glossar mit über 600 wichtigen Fachbegriffen rund um öffentliche Ausschreibungen sowie tagesaktuelle News.

## Kurioses
Eine Ausschreibung umfasst in der Regel ein übersichtliches Bauvorhaben, wie beispielsweise den Neubau eines öffentlichen Gebäudes, Arbeiten an einer bestimmten Straße etc. Ein Höhepunkt in der Geschichte des Submissions-Anzeigers war die Ausschreibung über den Neubau einer ganzen Stadt in China im Jahre 1974.